# Lista dos deputados provinciais da 21.ª legislatura de Santa Catarina
Lista dos deputados provinciais de Santa Catarina - 21ª legislatura (1876 — 1877).
| Nº | Deputado                              |
| -- | ------------------------------------- |
| 1  | Anfilóquio Nunes Pires                |
| 2  | Manuel José de Oliveira               |
| 3  | João Pedro Xavier da Câmara           |
| 4  | João José Pinheiro                    |
| 5  | José Evangelista Franco               |
| 6  | Júlio Melchior von Trompowsky         |
| 7  | Fernando Hackradt Júnior              |
| 8  | Emídio Silveira de Miranda e Oliveira |
| 9  | João da Costa Melo                    |
| 10 | Cândido Alfredo de Amorim Caldas      |
| 11 | Hermelino Jorge de Linhares           |
| 12 | Domingos Luís da Costa                |
| 13 | Sérgio Lopes Falcão                   |
| 14 | José Vicente de Carvalho Filho        |
| 15 | Rafael Faraco                         |
| 16 | Joaquim Francisco Pereira Marçal      |
| 17 | Luís Cavalcanti de Campos Melo        |
| 18 | Zeferino José da Silva                |
| 19 | Francisco Carlos da Luz               |
| 20 | Tomás Pedro de Bittencourt Cotrim     |